# Dipsacus
«  Cardère » redirige ici. Pour les autres significations, voir Cardère (homonymie).
Genre
Dipsacus est un genre de plantes herbacées de la famille des Dipsacaceae, famille dont font aussi partie les scabieuses du genre Scabiosa. La classification APG II propose d'inclure optionnellement la famille des Dipsacaceae dans celle des Caprifoliaceae, mais c'est encore discuté.
C'est le genre des cardères. L'espèce la plus connue est la Cardère sauvage (Dipsacus fullonum ou Dipsacus sylvestris) aussi appelée « cabaret des oiseaux », ceci en raison de l'eau qui après la pluie reste le long de la tige, à la jointure des feuilles. Le nom scientifique est dérivé du grec dipsaô (avoir soif), évoquant sans doute les feuilles caulinaires des cardères, opposées et soudées, formant des sortes de godets qui retiennent l'eau de pluie (phytotelmes).
Une espèce de cardère a été cultivée jusqu'à la fin du xxe siècle. Les têtes de la Cardère à foulon (la Cardère cultivée, Dipsacus sativus), une fois séchées, étaient utilisées pour carder la laine, d'où son nom. C'est cette particularité qui est à l'origine du nom « cardère » attribué au genre.

## Caractéristiques du genre

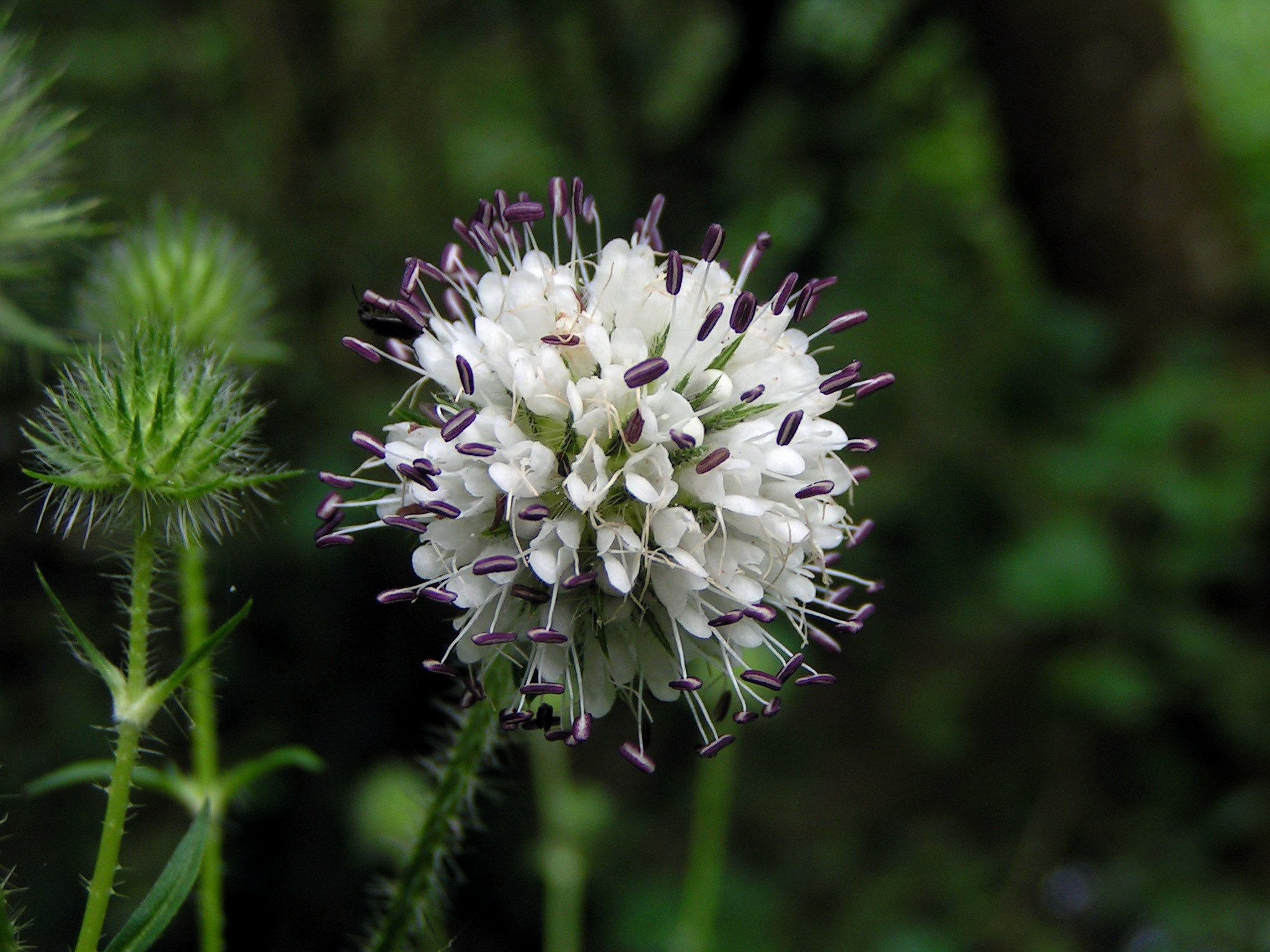
Dipsacus pilosus

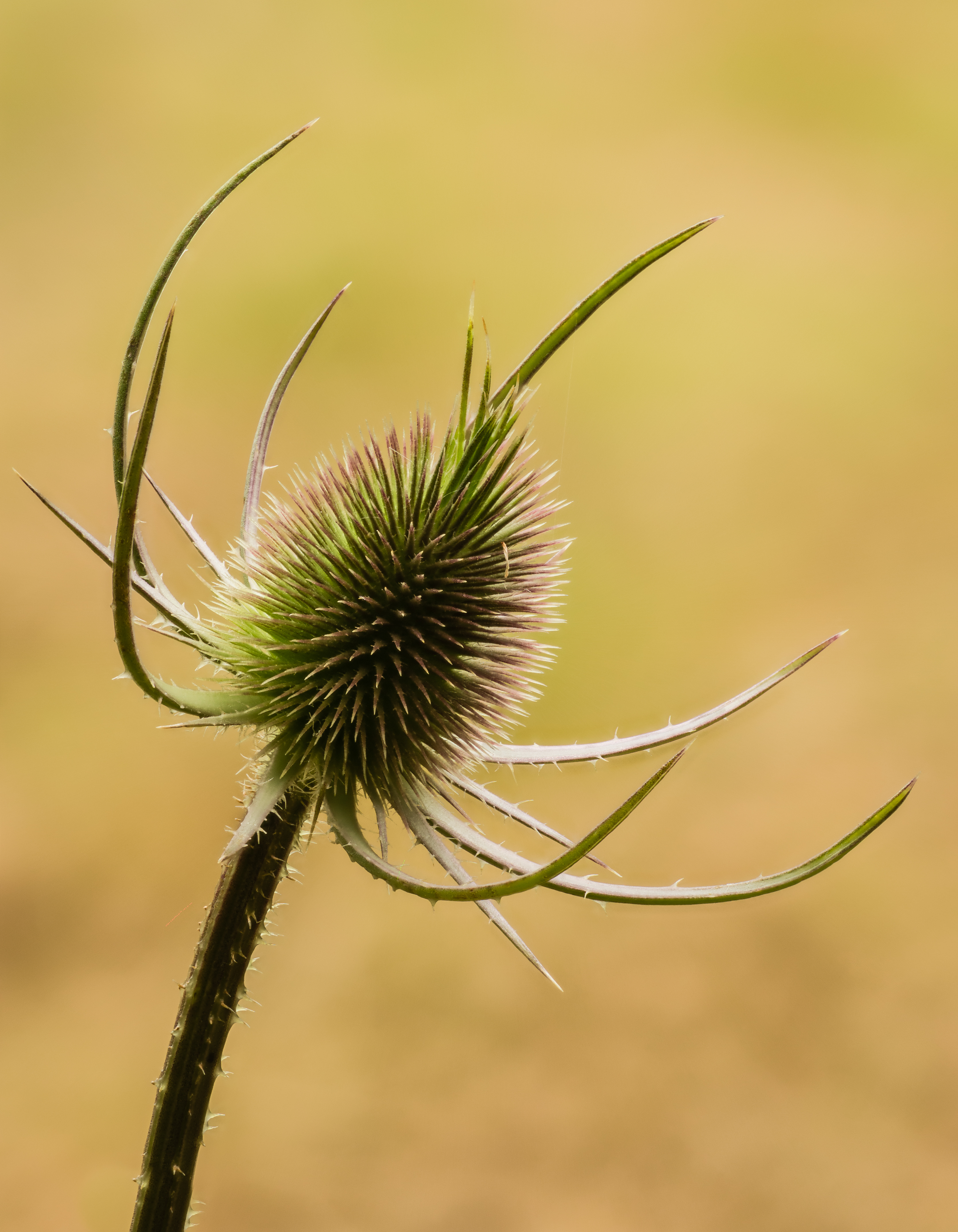
Bouton floral de Dipsacus sylvestris

Ce sont des plantes bisannuelles d'assez grande taille, à tige pourvue d'aiguillons plus ou moins piquants. Les feuilles basales sont en rosette et se flétrissent assez tôt la seconde année. Les feuilles caulinaires sont opposées, soudées deux à deux. L'inflorescence est un capitule (plus exactement une cyme capituliforme) portant de nombreuses bractées : d'une part, à la base du capitule, une collerette de longues bractées souvent incurvées vers le haut ; de l'autre des écailles piquantes entourant les fleurs. Les fruits sont des akènes.

### Histoire
- Dans le calendrier républicain, Cardère était le nom donné au 17e jour du mois de fructidor (3 septembre).

## Liste d'espèces
Selon Catalogue of Life (25 septembre 2017) :
- Dipsacus asper Wall.
- Dipsacus atratus Hook. fil. & Thoms. ex C. B. Cl.
- Dipsacus atropurpureus C.Y. Cheng & Z.T. Yin
- Dipsacus azureus Schrenk
- Dipsacus cephalarioides Matthews & Kupicha
- Dipsacus comosus Hoffmanns. & Link
- Dipsacus ferox Loisel.
- Dipsacus gmelinii Bieb.
- Dipsacus inermis Wall.
- Dipsacus japonicus Miq.
- Dipsacus laciniatus L.
- Dipsacus leschenaultii Coult.
- Dipsacus pilosus L.
- Dipsacus pinnatifidus Steud. ex A. Rich.
- Dipsacus sativus (L.) Honckeny
- Dipsacus strigosus Willd.
- Dipsacus sylvestris Huds.
- Dipsacus valsecchii Camarda
- Dipsacus walkeri Arn.

Selon GRIN (25 septembre 2017) :
- Dipsacus asper Wall. ex DC.
- Dipsacus chinensis Batalin
- Dipsacus fullonum L.
- Dipsacus inermis Wall.
- Dipsacus japonicus Miq.
- Dipsacus laciniatus L.
- Dipsacus sativus (L.) Honck.

Selon ITIS (25 septembre 2017) :
- Dipsacus fullonum L.
- Dipsacus laciniatus L.
- Dipsacus sativus (L.) Honck.

Selon NCBI (25 septembre 2017) :
- Dipsacus asper
- Dipsacus asperoides
- Dipsacus atropurpureus
- Dipsacus chinensis
- Dipsacus fullonum
- Dipsacus inermis
- Dipsacus japonicus
- Dipsacus laciniatus
- Dipsacus mitis
- Dipsacus pilosus
- Dipsacus sativus
- Dipsacus strigosus

Selon The Plant List (25 septembre 2017) :
- Dipsacus acaulis (A.Rich.) Napper
- Dipsacus asper Wall. ex C.B. Clarke
- Dipsacus atratus Hook.f. & Thomson ex C.B.Clarke
- Dipsacus cephalarioides V.A.Matthews & Kupicha
- Dipsacus chinensis Batalin
- Dipsacus comosus Hoffmanns. & Link
- Dipsacus cyanocapitatus C.Y.Cheng & T.M.Ai
- Dipsacus daliensis T.M.Ai
- Dipsacus dipsacoides (Kar. & Kir.) V.I.Botsch.
- Dipsacus ferox Loisel.
- Dipsacus fullonum L.
- Dipsacus gmelinii M.Bieb.
- Dipsacus inermis Wall.
- Dipsacus japonicus Miq.
- Dipsacus kangdingensis Ai & X.F.Feng
- Dipsacus laciniatus L.
- Dipsacus leschenaultii Coult. ex DC.
- Dipsacus lijiangensis Ai & H.B. Chen
- Dipsacus narcisseanus Lawalrée
- Dipsacus pilosus L.
- Dipsacus pinnatifidus Steud. ex A.Rich.
- Dipsacus sativus (L.) Honck.
- Dipsacus setosus Hiern
- Dipsacus strigosus Willd. ex Roem. & Schult.
- Dipsacus valsecchii Camarda
- Dipsacus walkeri Arn.
- Dipsacus xinjiangensis Y.K.Yang, J.K.Wu & T.Abdulla
- Dipsacus yulongensis Ai & L.J.Yang

Selon Tropicos (25 septembre 2017) (Attention liste brute contenant possiblement des synonymes) :
- Dipsacus acaulis Napper
- Dipsacus appendiculatus A. Rich.
- Dipsacus arcimusci Lojac.
- Dipsacus asper Wall. ex DC.
- Dipsacus asperoides C.Y. Cheng & Ai
- Dipsacus atratus Hook. f. & Thomson ex C.B. Clarke
- Dipsacus atropurpureus C.Y. Cheng & Z.T. Yin
- Dipsacus azureus Schrenk ex Fisch. & C.A. Mey.
- Dipsacus bequaertii De Wild.
- Dipsacus botterii Maly ex Nyman
- Dipsacus bulgaricus Hayek
- Dipsacus carminatorius Salisb.
- Dipsacus cephalarioides V.A. Matthews & Kupicha
- Dipsacus chinensis Batalin
- Dipsacus comosus Hoffmanns. & Link
- Dipsacus connatofolius Gilib.
- Dipsacus cyanocapitatus C.Y. Cheng & Ai
- Dipsacus daliensis Ai
- Dipsacus dipsacoides (Kar. & Kir.) Botsch.
- Dipsacus divaricatus J. Presl & C. Presl
- Dipsacus elongatus Salisb.
- Dipsacus enshiensis C.Y. Cheng & Ai
- Dipsacus eremocephalus Pic.Serm.
- Dipsacus ferox Loisel.
- Dipsacus fulingensis C.Y. Cheng & Ai
- Dipsacus fullonum L.
- Dipsacus gmelinii M. Bieb.
- Dipsacus horridus Opiz
- Dipsacus inermis Wall.
- Dipsacus japonicus Miq.
- Dipsacus kangdingensis Ai & X.F. Feng
- Dipsacus kigesiensis R.D. Good
- Dipsacus laciniatus L.
- Dipsacus leschenaultii Coult. ex DC.
- Dipsacus lijiangensis Ai & H.B. Chen
- Dipsacus lushanensis C.Y. Cheng & Ai
- Dipsacus meyeri Chabert
- Dipsacus microcephalus Martrin-Donos
- Dipsacus minor Neck.
- Dipsacus mirabilis Gand.
- Dipsacus mitis D. Don
- Dipsacus morisonii Boreau
- Dipsacus narcisseanus Lawalree
- Dipsacus orsini Sanguin.
- Dipsacus palustris Salisb.
- Dipsacus pilosus L.
- Dipsacus pinnatifidus Steud. ex A. Rich.
- Dipsacus pseudosylvestris Schur
- Dipsacus purpurascens Gand.
- Dipsacus roylei Klotzsch
- Dipsacus sativus (L.) Honck.
- Dipsacus schimperi A. Br.
- Dipsacus setosus Hiern
- Dipsacus silvester A. Kern.
- Dipsacus simaoensis Y.Y. Qian
- Dipsacus sinuatus Schltdl. ex Roem. & Schult.
- Dipsacus strictus D. Don
- Dipsacus strigosus Willd. ex Roem. & Schult.
- Dipsacus sylvestris Huds.
- Dipsacus tianmuensis C.Y. Cheng & Z.T. Yin
- Dipsacus valsecchii Camarda
- Dipsacus vulgaris C.C. Gmel.
- Dipsacus walkeri Arn.
- Dipsacus xinjiangensis Y.K. Yang, J.K. Wu & T. Abdulla
- Dipsacus yulongensis Ai & L.J. Yang